# Karolina Nolin
Anna Karolina Nolin, född 19 april 1973, är en svensk målare, grafiker och gymnasielärare i bild och psykologi.
Nolin studerade estetiska programmet vid Sundstagymnasiet i Karlstad 1989-1992, Form och design vid Karlstad Universitet 2006, Skissteknik vid Karlstad Universitet 2007 och lärarprogrammet vid Karlstad Universitet 2003-2007. Hon har haft separatutställning på bland annat Konstfrämjandet Karlstad, Galleri Kvadraten i Kristinehamn, Sveriges riksdag Stockholm, Galleri Karibakka i Sölvesborg. Hon har medverkat i samlingsutställningarna Värmlands Konstförenings Höstsalonger på Värmlands museum, Pop Up-utställning i Stockholm, Övre Frykens konstrunda i Sunne, Centralsjukhuset i Karlstad, Höstsalongen Rackstadmuseet, Sliperiet i Borgvik, Höstsalongen på Kristinehamns konstmuseum, Sommarsalongen på Vadsbo Museum i Mariestad och Frykenstrand i Sunne.
För Scalateatern i Karlstad utförde hon scenografin för pjäsen Pelle svanslös i Karlstad, och för Tempelriddaren utförde hon scenografin till Lekplats Karlstad. Hon har tilldelats Karlstads kommuns kulturstipendium till Gustaf Frödings minne. År 2010 fick Nolin en son.
Hennes konst består av målningar med hus som står på schackrutiga golv inramade av träd och lyktstolpar och grafik. En recensent beskrev hennes bilder som barnboksillustrationer för vuxna.